# (20947) Polyneikes

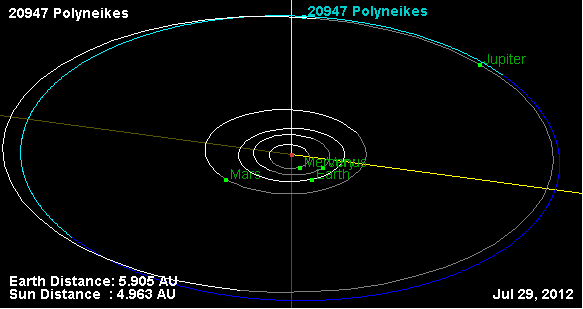
Umlaufbahn des Asteroiden 20947

(20947) Polyneikes ist ein Asteroid aus der Gruppe der Jupiter-Trojaner. Damit werden Asteroiden bezeichnet, die auf den Lagrange-Punkten auf der Bahn des Jupiter um die Sonne laufen.
(20947) Polyneikes wurde am 29. September 1973 von den niederländischen Astronomen Cornelis Johannes van Houten, Ingrid van Houten-Groeneveld und Tom Gehrels am Palomar-Observatorium (IAU-Code 675) entdeckt. Er ist dem Lagrangepunkt L4 zugeordnet.
Der Asteroid ist nach dem mythologischen griechischen Helden Polyneikes benannt, dem Sohn des Ödipus und Freund des Tydeus. Er beteiligte sich am Feldzug der Sieben gegen Theben und kämpfte dort gegen seinen Bruder Eteokles, wobei sich die beiden gegenseitig töteten.